# Scytocera borneensis
Scytocera borneensis är en insektsart som beskrevs av Heinrich Hugo Karny 1926. Scytocera borneensis ingår i släktet Scytocera och familjen vårtbitare. Inga underarter finns listade i Catalogue of Life.